# Roberto Emílio da Cunha
Roberto Emílio da Cunha (* 20. Juni 1912 in Niterói; † 20. März 1977 ebenda) war ein brasilianischer Fußballspieler.

## Karriere

### Verein
Roberto da Cunha spielte im Zuge seiner Laufbahn zunächst für den CR Flamengo. Hier soll er in zwei Jahren in 52 Spielen 19 Tore geschossen haben. Danach ging er zum São Cristóvão FR ebenfalls aus Rio de Janeiro. Für diesen soll er in sechs Jahren in 135 Spielen 81 Tore erzielt haben.

### Nationalmannschaft
In der Nationalmannschaft hatte da Cunha seinen ersten Einsatz bei der Copa América 1937. Hier verpasste die Mannschaft knapp den Titel. Weitere Einsätze erhielt der Spieler bei der Fußball-Weltmeisterschaft 1938.